# 군위여자고등학교
군위여자고등학교는 대구광역시 군위군 군위읍에 있었던 공립 고등학교이다.

## 연혁
- 1978년 3월 : 개교
- 2009년 2월 28일 : 군위고등학교하고 통합으로 인해 31년만에 폐교